# Leszek Wojnar
Leszek Karol Wojnar (ur. 4 kwietnia 1955 w Krakowie) – polski naukowiec i inżynier, profesor nauk technicznych, w latach 2008–2016 dziekan Wydziału Mechanicznego Politechniki Krakowskiej im. Tadeusza Kościuszki.

## Życiorys
Syn Stanisława. Absolwent I Liceum Ogólnokształcącego im. Bartłomieja Nowodworskiego w Krakowie. W 1979 ukończył studia na Wydziale Mechanicznym Politechniki Krakowskiej. Stopień doktora uzyskał w 1985 na PK. Również na tej uczelni habilitował się w 1991 w oparciu o rozprawę zatytułowaną Fraktografia ilościowa. Podstawy i komputerowe wspomaganie badań. W 2003 otrzymał tytuł profesora nauk technicznych.
Od początku zawodowo związany z Politechniką Krakowską, gdzie doszedł do stanowiska profesora zwyczajnego. Był zatrudniony w Instytucie Materiałoznawstwa i Technologii Metali, a w 2003 przeszedł do Instytutu Informatyki Stosowanej. Pełnił funkcję prodziekana Wydziału Mechanicznego (1992–1996), dyrektora swojego instytutu (2005–2008), następnie objął funkcję dziekana Wydziału Mechanicznego.
Członek m.in. Polskiego Towarzystwa Stereologicznego (w latach 1999–2003 prezes tej organizacji), Polskiego Towarzystwo Materiałoznawczego, Polskiego Towarzystwa Mikroskopii. Specjalizuje się w zagadnieniach z zakresu analizy obrazów i stereologii.
Odznaczony Srebrnym (1999) i Złotym (2003) Krzyżem Zasługi oraz Krzyżem Kawalerskim Orderu Odrodzenia Polski (2019).